# La fattoria Clarkson
La fattoria Clarkson (Clarkson's Farm) è una serie televisiva su Jeremy Clarkson e la sua fattoria nelle Cotswolds. È stato trasmesso per la prima volta da Amazon Prime Video nel 2021. A luglio 2021 Clarkson annuncia la seconda stagione, sempre per Amazon Prime Video. A ottobre 2022 il programma è stato rinnovato per una terza stagione.

## Trama
La fattoria era precedentemente parte della tenuta di Sarsden nell'Oxfordshire. Jeremy Clarkson ha acquistato circa un migliaio di acri (4 km²) nel 2008, inclusa Curdle Hill Farm. I campi erano per lo più seminativi a rotazione con orzo, colza e grano e venivano coltivati su base contrattuale da un abitante locale chiamato Howard, ritiratosi poi nel 2019. Clarkson ha quindi deciso di provare a coltivare la terra da solo.
La fattoria è stata rinominata "Diddly Squat" da Clarkson per indicare la bassa produttività, in quanto diddly-squat nel gergo significa "una cosa di poco valore o significato".

## Episodi
| Stagione         | Episodi | Pubblicazione UK | Pubblicazione Italia |
| ---------------- | ------- | ---------------- | -------------------- |
| Prima stagione   | 8       | 2021             | 2021                 |
| Seconda stagione | 8       | 2023             | 2023                 |
| Terza stagione   | 8       | 2024             | 2024                 |
| Quarta stagione  | 8       | 2025             | 2025                 |

## Personaggi e interpreti
- Jeremy Clarkson: giornalista automobilistico, presentatore televisivo e autore, divenuto famoso come conduttore di Top Gear e in seguito The Grand Tour.[5] Dopo essersi trasferito nell'Oxfordshire, entra a far parte del set di Chipping Norton.
- Gerald Cooper: responsabile della sicurezza, specialista nella costruzione e manutenzione di muretti a secco, che delimitano la fattoria per 40 miglia. Le sue conversazioni con Clarkson sono amabili ma incomprensibili a causa del suo forte accento locale, cosa facilmente intuibile dal fatto che per quasi tutta la durata della serie non viene minimamente doppiato.[6] Ogni conversazione tra i due finisce sempre con Clarkson che dice le parole "Oh sì, sì…", in evidente stato confusionario.
- Kaleb Cooper: un giovane agricoltore che coltiva per conto proprio a livello locale, ma è assunto da Clarkson per assisterlo, principalmente con la guida del trattore. È esperto e competente, consigliando Clarkson sui dettagli tecnici dell'uso dell'attrezzatura. Tuttavia, raramente ha lasciato il villaggio di Chadlington e quindi si mostra a disagio quando da solo visita la grande città di Londra.[6]
- Kevin Harrison: il presidente della National Sheep Association e un veterano allevatore di pecore che consiglia a Clarkson come allevare il suo gregge.[7]
- Ellen Helliwell: la pastorella incaricata da Clarkson di pascere il gregge di pecore che ha acquisito. Tra i suoi compiti sono inclusi la loro assistenza al parto e la tosatura.
- Lisa Hogan: attrice e compagna di Clarkson, lo assiste con la fattoria, in particolare gestendo lo spaccio aziendale.
- Charlie Ireland: conosciuto anche da Clarkson come "Cheerful Charlie", è un agronomo professionista e agente immobiliare che consiglia Clarkson sulla gestione dell'azienda agricola, quindi i dettagli tecnici della coltivazione, delle regolamentazioni del governo e le conseguenze finanziarie delle sue scelte.

## Promozione
Il 21 maggio 2021 viene pubblicato il primo trailer della serie tv.

## Distribuzione
La serie tv è stata pubblicata l'11 giugno 2021 sulla piattaforma streaming Prime Video di Amazon. La seconda stagione è stata confermata a fine luglio 2021 e verrà rilasciata il 10 febbraio 2023. Il 28 ottobre 2022 è stata annunciata anche la terza stagione della serie.

## Accoglienza
Clarkson ha affermato di seguire il programma Farming Today della BBC dedicato ad agricoltura e cibo, dove sono stati intervistati diversi agricoltori e il parere è stato positivo.
Joel Golby, recensendo per The Guardian, ha affermato che la comicità verbale di Clarkson e delle sue battute abbassando la voce risulta noiosa, ma che il formato, in cui i suoi errori vengono corretti da gente di campagna senza fronzoli, funziona bene, «È semplicemente ... della buona televisione». Anche Lucy Mangan ha scritto una recensione per il The Guardian una settimana dopo, ma dando una sola stella su cinque. Era stanca del ruolo di Clarkson come un buffone ignorante e ha definito lo spettacolo «spazzatura noiosa e meretrice...».
Suzi Feay del Financial Times ha dato allo spettacolo cinque stelle. Le piaceva particolarmente «...alcuni dei personaggi più sorprendenti dell'Inghilterra rurale... Clarkson's Farm presenta alcuni dei caratteri tipici e unici raramente mostrati sullo schermo».
Hugo Rifkind, recensendo per il The Times, ama «l'onestà che Clarkson ha di sé stesso» e ha apprezzato sia il buon divertimento che l'impegno sempre più serio.
Max Borg di Movieplayer.it ha affermato che, nonostante l'assenza dei colleghi storici, Jeremy si presenta divertente e in grado di reggere lo spettacolo e che l'elemento pandemico aggiunge del pathos alla serie, aggiunge: «Risate garantite grazie alle sviste del protagonista.»
Claudio Pizzigallo scrivendo per Today: «...il motivo per cui vedere Clarkson's Farm è perché, in qualche modo, accende i potenti riflettori di Amazon sul settore fondamentale per la vita di tutti noi, mostrandocene le complicazioni e anche le emozioni. Quelle belle, di quando germoglia un seme o nasce una nuova vita. E quelle brutte, di quando nonostante ogni sforzo le cose vanno male, una vita finisce, e anche il caro vecchio cinico Jeremy Clarkson mostra il suo lato più umano.»